# Campeonato Africano de Atletismo de 2012 - Lançamento de dardo masculino
A prova do lançamento de dardo masculino do Campeonato Africano de Atletismo de 2012 foi disputada no dia 1 de julho de 2012 no Estádio Charles de Gaulle em Porto Novo,  no Benim. 

## Recordes
Antes desta competição, os recordes mundiais e do campeonato nesta prova eram os seguintes:
|                       | Nome          | Nacionalidade | Distância | Local        | Data                   |
| --------------------- | ------------- | ------------- | --------- | ------------ | ---------------------- |
| Recorde mundial       | Jan Železný   | Chéquia       | 98m 48cm  | Jena         | 25 de maio de 1996     |
| Recorde do campeonato | Tom Petranoff | África do Sul | 87m 26cm  | Belle Vue    | 28 de junho de 1992    |
| Recorde africano      | Kuala Lumpur  | África do Sul | 88m 75cm  | Kuala Lumpur | 21 de setembro de 1998 |

## Medalhistas
| Ouro              | Prata              | Bronze                   |
| Julius Yego (KEN) | John Ampomah (GHA) | Kenechukwu Ezeofor (NGR) |

## Cronograma
Todos os horários são locais (UTC+1).
| Data       | Hora  | Evento |
| ---------- | ----- | ------ |
| 1 de julho | 15:20 | Final  |

## Resultado final
| Posição           | Atleta                    | Nacionalidade | #1    | #2    | #3    | #5    | #5    | #6    | Resultados | Notas            |
| ----------------- | ------------------------- | ------------- | ----- | ----- | ----- | ----- | ----- | ----- | ---------- | ---------------- |
| Medalha de ouro   | Julius Yego               | Quênia        | 70.93 | 76.68 | 74.94 | x     | 74.51 | x     | 76.68      |                  |
| Medalha de prata  | John Ampomah              | Gana          | x     | 63.52 | 68.07 | 70.65 | 68.53 | 63.30 | 70.65      | Recorde nacional |
| Medalha de bronze | Kenechukwu Ezeofor        | Nigéria       | 62.56 | 60.46 | 63.02 | 69.58 | 63.39 | 68.87 | 69.58      |                  |
| 4                 | Jayson Henning            | África do Sul | 63.09 | 65.50 | 63.98 | 67.93 | 67.98 | x     | 67.98      |                  |
| 5                 | Ihab Al Sayed Abdelrahman | Egito         | 62.42 | 64.00 | 65.22 | 64.32 | 65.13 | 67.82 | 67.82      |                  |
| 6                 | Bernard Crous             | África do Sul | 55.21 | 62.77 | 55.12 | 50.75 | 62.07 | 51.67 | 62.77      |                  |
| 7                 | John Robert Oosthuizen    | África do Sul | 53.57 | x     | 62.13 | 58.52 | 51.22 | x     | 62.13      |                  |
| 8                 | Mitku Tilahun             | Etiópia       | 59.33 | 59.94 | 61.04 | 62.00 | x     | 61.03 | 62.00      |                  |
| 9                 | Abdul Aziz Garba Bako     | Níger         | 56.07 | 58.15 | 56.38 |       |       |       | 58.15      | Recorde nacional |
| 10                | Vivien Adifon             | Benim         | 56.73 | 52.09 | 48.40 |       |       |       | 56.73      |                  |
| 11                | Sapo Sanja                | Etiópia       | 49.02 | 50.49 | 53.60 |       |       |       | 53.60      |                  |

Legenda
| Recorde mundial       | Recorde mundial (World record)               |                       | Recorde africano                      | Recorde africano (African) |                                           | Q | Classificado por posição (Qualified) |
| Recorde do campeonato | Recorde do campeonato (Championship record)  | Recorde da América    | Recorde da América (Americas)         | q                          | Classificado por melhor tempo (Qualified) |   |                                      |
| Melhor marca do ano   | Melhor marca do ano (World leading)          | Recorde asiático      | Recorde asiático (Asian)              | DNS                        | Não largou (Did not start)                |   |                                      |
| Recorde nacional      | Recorde nacional (National record)           | Recorde europeu       | Recorde europeu (European)            | DNF                        | Não terminou (Did not finish)             |   |                                      |
| Recorde pessoal       | Recorde pessoal do atleta (Personal best)    | Recorde da Oceania    | Recorde da Oceania (Oceania)          | DSQ / DQ                   | Desclassificado (Disqualified)            |   |                                      |
| Recorde da temporada  | Recorde da temporada do atleta (Season best) | Recorde sul-americano | Recorde sul-americano (South America) | NM                         | Sem marca (No mark)                       |   |                                      |